# فيرنون ماكسويل
فيرنون ماكسويل (بالإنجليزية: Vernon Maxwell)‏ مواليد 12 سبتمبر 1965 في غينزفيل، هو لاعب كرة سلة أمريكي سابق بدأ مسيرته الاحترافية في سنة 1988 وحمل الرقم 11 و2 و3. يبلغ طوله 6 قدم 4 بوصة (1.9 م). اعتزل اللعب في 2001.

## روابط خارجية
- فيرنون ماكسويل على موقع إن بي أي (الإنجليزية)
- فيرنون ماكسويل على موقع سبورتس رفرنس (الإنجليزية)
- فيرنون ماكسويل على موقع كرة السلة الأوروبية.كوم (الإنجليزية)
- فيرنون ماكسويل على موقع كلية كرة السلة في سبورتس رفرنس.كوم (الإنجليزية)
- فيرنون ماكسويل على موقع ريلجم (الإنجليزية)
- فيرنون ماكسويل على موقع بروبوليرز (الإنجليزية)